# Honda X-NV
Honda X-NV або Ciimo X-NV — електричний кросовер китайського виробництва, японської компанії Honda, що виробляється спільно з китайським Dongfeng. Honda X-NV побудована на базі бензинової Honda HR-V.

## Історія

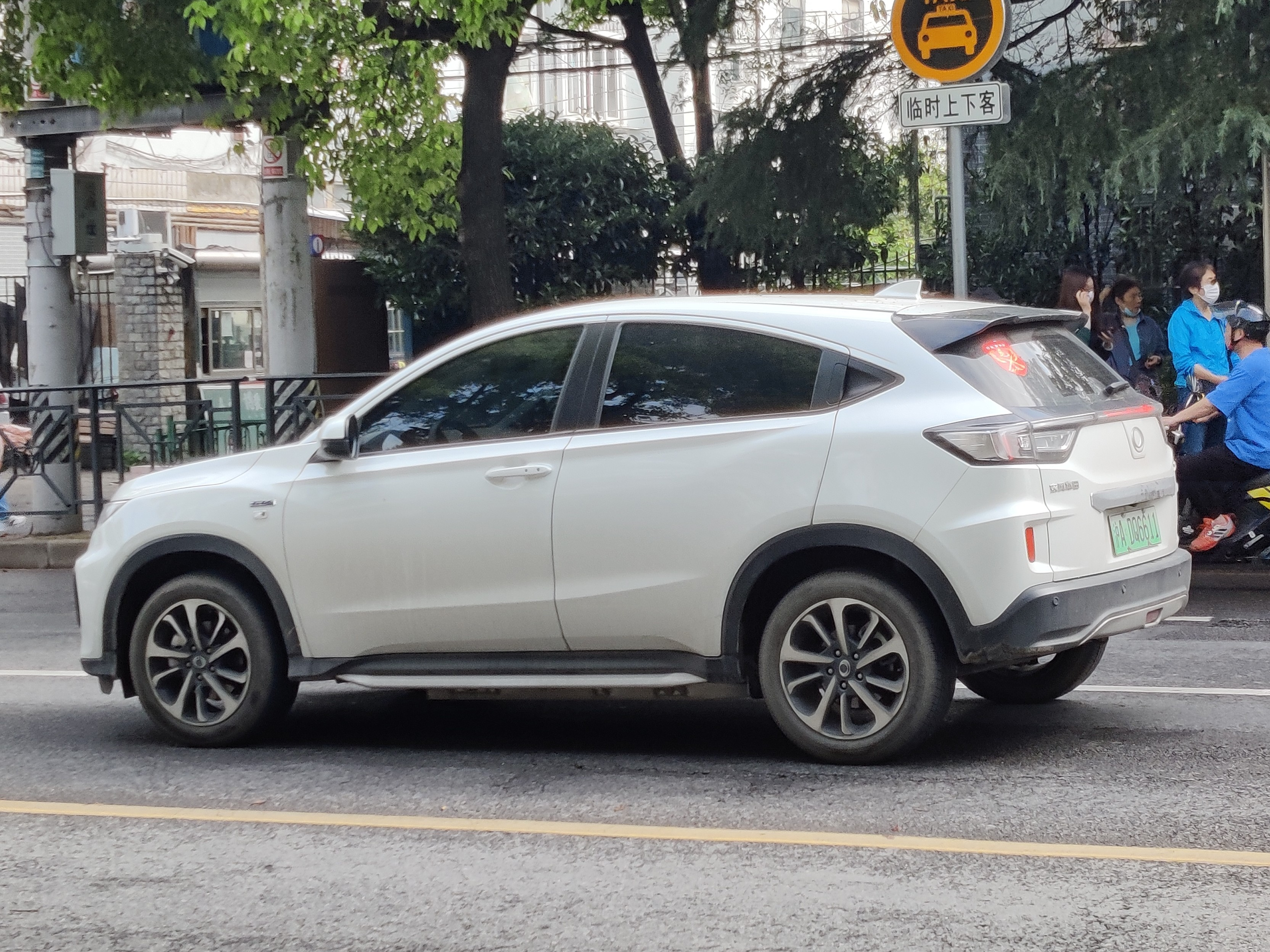
Ciimo X-NV

16 квітня 2019 року на Шанхайському автосалоні був представлений X-NV Concept.
30 жовтня 2019 року бренд Ciimo анонсував свій перший електромобіль X-NV.

## Опис
Honda X-NV- це 5-дверний 5-місний компактний кросовер для міста та заміських подорожей.
| Батарея                | 54 — 61 кВт-год / 401—465 км |
| Розгін до 100 км / год | 8 секунд                     |
| Максимальна швидкість  | 140 км / год                 |
| Потужність             | 163 к.с. (120 kW)            |
| Крутний момент         | 250 — 270 Нм                 |

Багажне відділення має об'єм 510 літрів. Full LED оптика не тільки економічна, а й забезпечує відмінну видимість на дорозі. Ззаду суцільні габарити не лише роблять автомобіль більш елегантним, але й підвищують рівень безпеки, інформуючи інших водіїв на дорозі. Високий кліренс забезпечить високу прохідність електрокара на складних ділянках дороги.
Встановлена Full LED оптика є надзвичайно економічною. Нова технологія не потребує значної витрати заряду автомобіля. Яскравість освітлення дозволяє отримувати максимум просторової інформації на дорозі, навіть при світлі зустрічного транспорту. А суцільні задні габарити мають не лише стильний вигляд, а й підвищують безпеку, інтенсивно попереджаючи інших учасників руху.
Прискорення легке та плавне, кермо має високий рівень чутливості, що робить процес керування ще краще. В режимі «Спорт» ви зможете відчути сильне та швидке прискорення, а в режимі «Енергоощадження» активувати режим посиленої рекуперації енергії, що призведе до збільшення шляху пробігу. Honda X-NV дає можливість відчути дорогу та зробить їзду максимально зручною. Відчуття автомобіля дозволяє відмінно маневрувати в  будь-яких умовах.
Салон в найкращих традиціях Honda — повністю шкіряний інтер'єр, панорамний люк, просторий салон, повністю сенсорна панель керування кондиціонуванням, запуск авто однією кнопкою. Для перемикання режимів руху тепер не потрібно переміщати важіль, всі перемикання відбуваються завдяки панелі кнопок. Також в базовій комплектації присутній модуль склодоводчика.
8 дюймовий екран системи Smart Guide  покращує відчуття від керування. Вся система підтримує мережеву функцію 4G. Комбінована панель приладів з подвійним ЖК-екраном відповідає всім сучасним потребам. Вона має ексклюзивний завантажувальний екран, персональний режим відображення та стандартне кольорове підсвічення для всіх система. Мультикермо допомагає керувати бортовим комп'ютером для перегляду потрібної інформації та її налаштування під час їзди.

## Honda M-NV

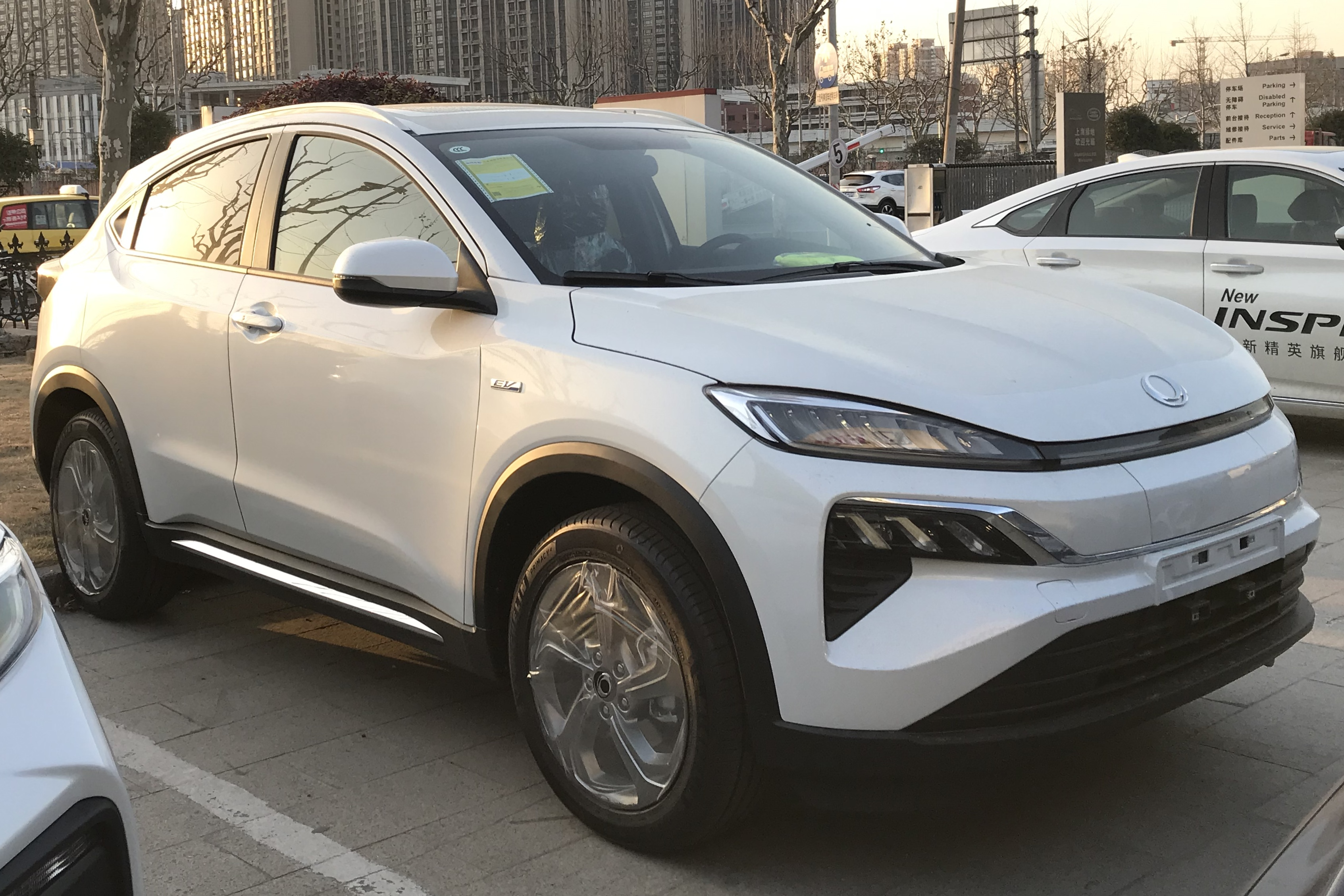
Ciimo M-NV

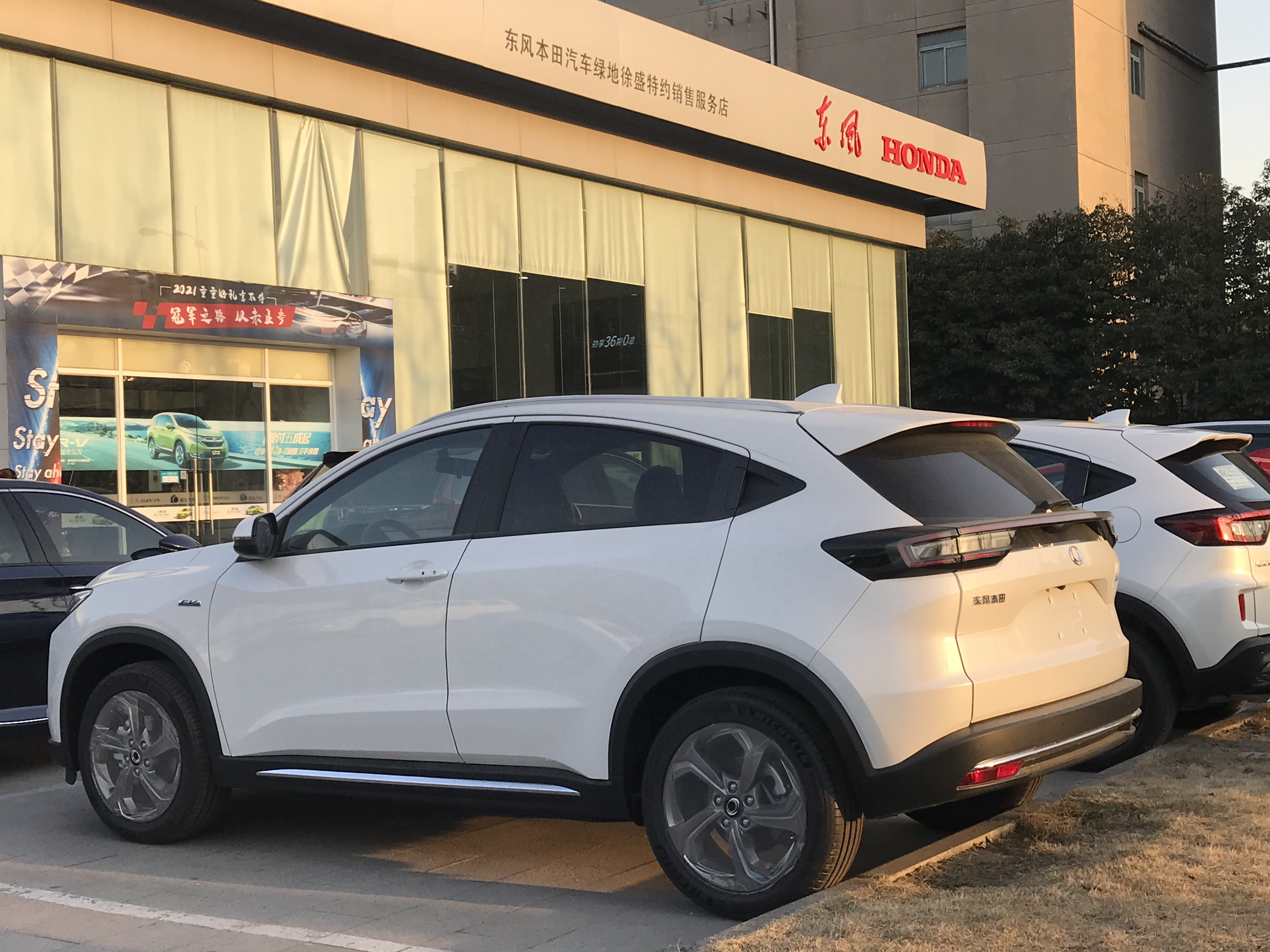
Ciimo M-NV

20 листопада 2020 року на автосалоні в Гуанчжоу була представлена Ciimo M-NV (Honda M-NV), яка має новий дизайн передньої та задньої частини, а також повністю перероблений інтер'єр з 12,3-дюймовою TFT-комбінацією приладів і кнопковим перемикачем передач. Технічна начинка залишилась від Ciimo X-NV.